# 鄒沐妍
沐妍（英語：Zhou Mu-Yen，1982年4月9日—），本名鄒沐妍，台灣女藝人、女主持人、舞者，前Rakuten Girls成員，現為浩星女孩總導師，2022年-2024年曾擔任中華職棒樂天桃猿MC。現為中華職棒台鋼雄鷹MC。

## 啦啦隊經歷

### 棒球啦啦隊
| 年份       | 隊伍名稱      | 備註                     |
| 2013－2019 | LamiGirls     | 中華職棒Lamigo桃猿啦啦隊 |
| 2020－2021 | Rakuten Girls | 中華職棒樂天桃猿啦啦隊   |

### 籃球之啦啦隊
| 年份       | 隊伍名稱         | 備註                 |
| 2020－2021 | 桃園領航猿啦啦隊 | 桃園領航猿專屬啦啦隊 |

### 卡丁車啦啦隊
| 年份   | 隊伍名稱              | 備註                                           |
| 2020－ | How Star Racing Girls | How Racing Team卡丁車隊啦啦隊 擔任啦啦隊總導師 |

## 演出作品

### 電視劇
| 年份   | 電視台   | 節目       | 角色 | 介紹       | 登場集數          |
| 2011年 | 三立電視 | 真愛找麻煩 | Mia  | 黎兒手下。 | 14-20,29-30,34,82 |

### MV
| 年份          | 名稱                                       | 備註                                                   |
| 2020          | 玖壹壹《LOCAL》                            | 舞者 與Peggy、白白、Rakuten Girls共同出演              |
| 2020          | 《Wannabe》（樂天女孩舞蹈Cover）           | 與Abu'u、卉妮、菲菲、慧慧共同演出                      |
| 2020          | 《Yes!OK!》（樂天女孩舞蹈Cover）           | 與卉妮、Yuri、菲菲、陸筱晴共同演出                     |
| 2020          | 《Say My Name》（樂天女孩舞蹈Cover）       | 與筠熹、張語芯、Yuri、菲菲、慧慧、曲羿、陸筱晴共同演出 |
| 2020          | 《How You Like That》（樂天女孩舞蹈Cover） | 與琳妲、倪暄、羚小鹿、陸筱晴、慕霏共同演出             |
| 2021年6月15日 | 若潼《防疫小尖兵》                         | 與陳伊、小帆共同演出                                   |

### 出版物
| 名稱                                     | 備註                                                |
| 《Lamigo秘寫真記事：LamiGirls×桃猿男兒》 | 與LamiGirls共同拍攝 台灣角川出版 ISBN 9789863258827 |
| 《賞心悅沐》                             | 數位寫真                                            |
| 《沐光顏》                               | 2022年樂天女孩寫真桌曆                              |

## 主持

### 網路節目
| 日期                          | 電視台              | 節目名稱          | 備註                       |
| 2022年3月11日－2022年4月29日  | 狼谷育樂台、Youtube | HELP！女孩花惹FUN | 與陳伊、Yuri、林襄共同主持 |
| 2021年                        | Youtube             | 《閨蜜出任務》    | 與曉帆共同主持             |
| 2022年5月27日－2022年12月26日 | Youtube             | 女孩花啾玩        | 與陳伊、Yuri、林襄共同主持 |
| 2023年                        | Youtube             | 《閨蜜夢想家》    | 與曉帆共同主持             |

### 球隊
| 日期          | 備註                   |
| 2022年-2024年 | 中華職棒樂天桃猿主場MC |
| 2025年-       | 中華職棒台鋼雄鷹主場MC |

## 音樂作品
| 年份          | 歌名                  | 備註                                                     |
| 2016年7月22日 | 《獨一無二的閃爍》    | 與LamiGirls共同出演                                      |
| 2017年8月4日  | 《勇氣的每一秒》      | 與LamiGirls共同出演                                      |
| 2017年8月9日  | 《溫室開不出的花》    | 與LamiGirls共同出演                                      |
| 2018年        | 《陪你》              | 第一首個人單曲MV 直播平台LiveMe「LiveMe 個人單曲發行賽」 |
| 2018年9月10日 | 《Love Me More》      | 與LamiGirls共同出演                                      |
| 2019年8月6日  | 《Dancing Hoilday》   | 與LamiGirls共同出演                                      |
| 2019年8月19日 | 《Dancing Queen》     | 與LamiGirls共同出演                                      |
| 2020年5月4日  | 《明天的太陽》        | 與紀儀羚、巫苡萱、張語芯、菲菲、籃籃、曲羿共同演出       |
| 2020年9月22日 | 《Rock You Everyday》 | 與Rakuten Girls共同演出                                  |
| 2021年3月29日 | 《想要你》            | 第二首個人單曲，與艾瑞共同演出                           |
| 2021年9月10日 | 《一起勇敢》          | 與Rakuten Girls共同演出                                  |
| 2022年10月7日 | 《Crash You》         | 首張個人創作單曲                                         |
| 2024年9月23日 | 《Be Alright 》       | 第三首個人單曲                                           |

## 備註
1. ↑  .   [2020-09-11]. （原始内容存档于2021-10-22）.
2. ↑  .   [2020-02-13]. （原始内容存档于2020-02-13）.

## 外部連結
- 沐妍 Moon的Facebook專頁
- 沐妍ᴹᴼᴼᴺ❾❻ 🌙的Instagram帳戶
- 鄒沐妍的X（前Twitter）
- YouTube上的鄒沐妍頻道
- YouTube上的鄒沐妍頻道（與李恩菲共同主持）